# Mata (sobrenome)

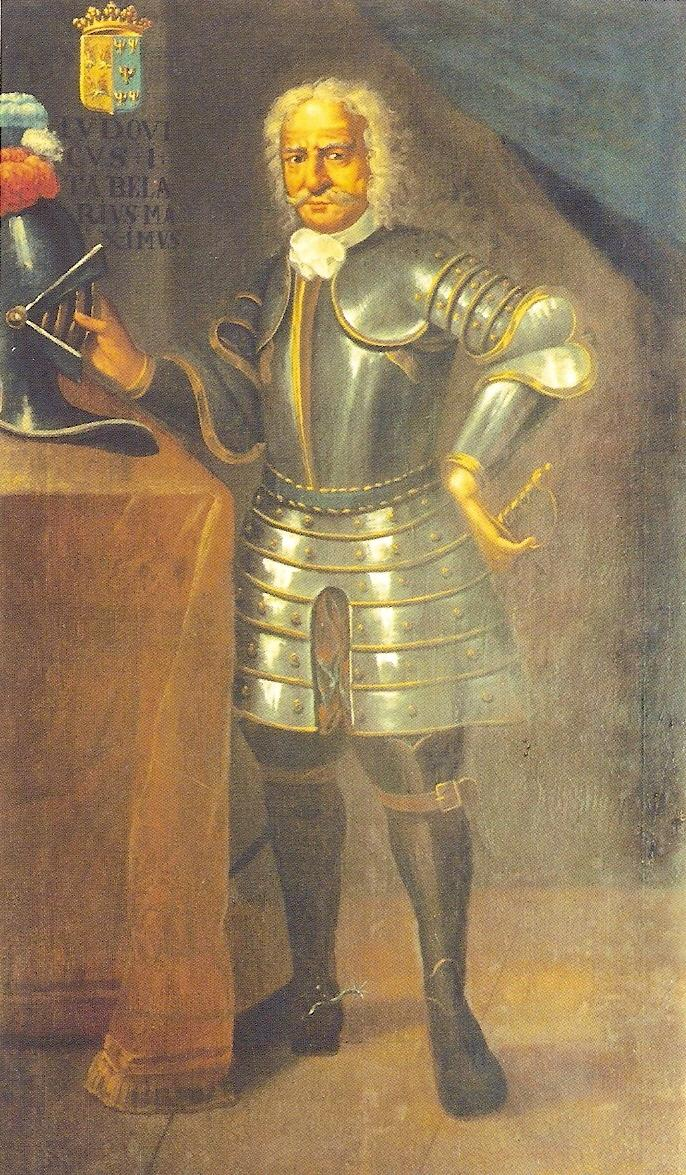
Luís Gomes de Elvas Coronel recebeu de Filipe II a autorização de usar o sobrenome Mata no ano de 1600

## Genealogia
Mata ou Matta  (grafia arcaica) é um sobrenome (apelido) que já era conhecido em Portugal no século XV. Família antiga que parece proceder da família Guedes. O primeiro na linhagem é Dom Gomes Fernandes da Mata. No tempo do rei Dom Fernando I, Gonçalo Gomes da Mata foi alcaide-mor do castelo de Celorico de Basto, de quem procedem os Matas da vila da Sertã. Outro ilustre ancestral foi Gonçalo Anes da Mata, filho de Jerónimo Gonçalves da Mata, que foi juiz e vereador. 
No entanto, foi Luís Gomes de Elvas Coronel, fidalgo cavaleiro da Casa Real, e que por alvará teve a sua nobreza e sobrenome justificados pelo monarca Felipe II, que se tornou o nome mais ilustre da família, passando a chamar-se Luís Gomes da Mata. O seu solar era a Quinta da Mata das Flores, situada em Loures. Da sua linhagem procedeu o conde de Penafiel, Manuel José da Maternidade da Mata de Sousa Coutinho.

## Heráldica
Historicamente em Portugal, a heráldica da família possui duas representações: 
- As armas dos antigos Matas que são: de verde, cinco flores-de-lis de ouro, postas em sautor. Timbre: uma das flores-de-lis. Cartas de brasão em 1606, 1634,1752, 1754, 1773, 1785, 1786 e 1795. O fundo verde simboliza a liberdade para se distinguir do azul do brasão dos Guedes; a flor-de-lis dourada (nobreza e riqueza) em si simboliza a Fé, a Sabedoria e o Valor (as três pontas da flor); as cinco flores-de-lis juntas podem simbolizar o número de filhos da prole do primeiro patriarca da família Guedes, da qual procedem os Matas da Vila da Sertã.
- As armas dos Matas do Correio-mor são as seguintes: de ouro, três matas verdes floridas de sua cor, em roquete. Timbre: uma das matas. Carta de brasão em 18 de fevereiro de 1606. O fundo dourado simboliza a nobreza adquirida por Luís Gomes de Elvas Coronel; as matas floridas simbolizam a Quinta da Mata das Flores, solar do novo fidalgo português; as três matas, reafirmam a condição cristã da família de origem judaica, simbolizando a Santíssima Trindade e as virtudes teologais da Fé, da Esperança e da Caridade. Posteriormente, Manuel José da Maternidade da Mata de Sousa Coutinho, primeiro conde de Penafiel, acrescentará no chefe do brasão da família a cor vermelha, simbolizando a Maternidade Divina da Virgem Maria (nome que figurará em vários descendentes deste), e uma cruz de prata (pureza) para reafirmar sua fé católica, devido à origem judaica deste ramo novo dos Matas.

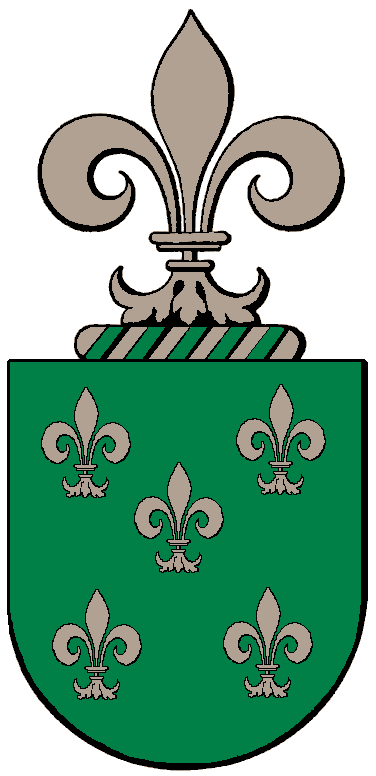
Armas dos Matas da Vila da Sertã
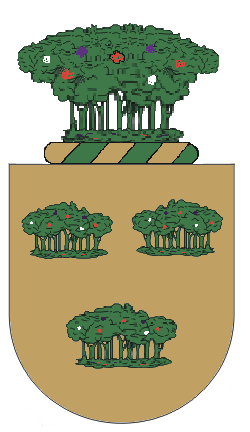
Armas dos Matas do Correio-mor
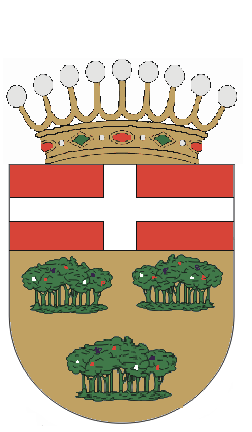
1º esquartelado das Armas do Conde de Penafiel

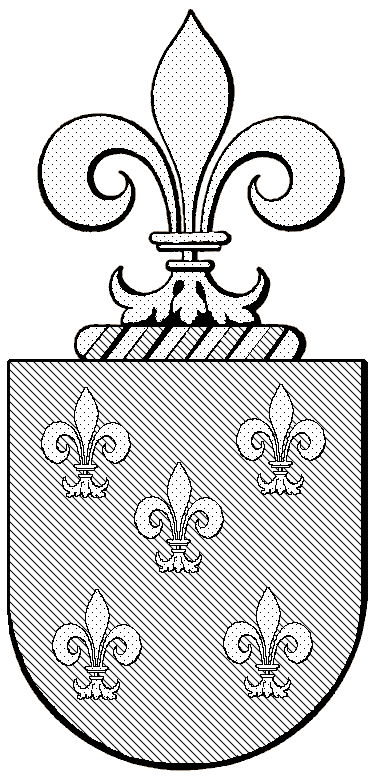
Armas dos Matas da Vila da Sertã em representação acromática
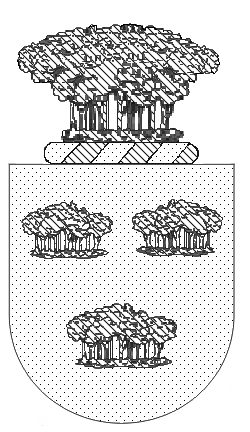
Armas dos Matas do Correio-Mor em representação acromática
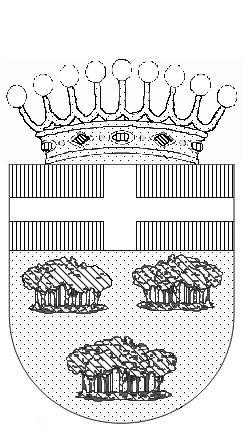
Armas do Conde de Penafiel em representação acromática

## Etimologia
A sua origem é certamente toponímica, tendo como uma de suas referências topográficas a Quinta da Mata das Flores, em Loures, Portugal. No entanto, a palavra mata é derivada diretamente do latim matta que significa esteira feita de junco, porém, nos romances ibéricos, por analogia, devido aos galhos entelaçados das matas fechadas, passou a designar as matas propriamente ditas, sendo sinónimo de floresta, bosque, selva.

## Títulos de nobreza
Os primeiros membros desta família por força das ambições de Luís Gomes de Elvas Coronel ocuparam o cargo de correios-mores do reino português, com o qual se enriqueceram. Pelas posses, adquiriram títulos de nobreza como o de condes e marqueses de Penafiel por decreto da rainha Maria I em 1798 e visconde do Vinhal, título criado pelo rei Carlos I em 1889, como uma compensação pela extinção do cargo de correio-mor.

## Distribuição geográfica
Distribuíram-se geograficamente em Portugal por Ribatejo, Lisboa e Estremadura, Alentejo, Beira, Porto e Douro, e no Brasil através da Bahia , Pernambuco , Minas Gerais e Rio de Janeiro.